# Al Manar
Al Manar är en arabiskspråkig TV-kanal, som sänder ifrån Beirut, Libanon. Den finns i stadsdelen al-Dahiya. Kanalen lanserades 1991 av organisationen Hizbollah och började sända via satellit sommaren 2000. Den hade 2004 uppskattningsvis 10-15 miljoner tittare.